# Láčkovka
Láčkovka (Nepenthes) je jediný rod čeledi láčkovkovité (Nepenthaceae) vyšších dvouděložných rostlin. Zástupci tohoto rodu patří mezi jedny z nejznámějších masožravých rostlin. Tyto rostliny lapají drobné živočichy pomocí speciálních lapacích orgánů, láček, které se vyvíjejí na koncích listů rostlin (jde o přeměněné listy). V pastech – láčkách některých láčkovek byli údajně nalezeni i drobní hlodavci. Rod Nepenthes obsahuje asi 120 botanických druhů a nespočet přírodních i cíleně vyšlechtěných kříženců. Jsou to rostliny převážně liánovitého vzrůstu, vyskytující se v Číně, Indonésii, Malajsii, na Filipínách, na Madagaskaru (2 druhy) a Seychelách (1), v Austrálii (3), Nové Kaledonii (1), Indii (1) a na Srí Lance (1). Největší počet druhů můžeme nalézt na Borneu a Sumatře, kde se vyskytuje nejvíce endemických druhů. Většinou rostou v lehké lesní půdě, ale mohou růst i jako epifyty na stromech. Zajímavé je, že mnoho druhů na jedné rostlině najednou tvoří v různé výšce láčky rozdílných tvarů a barev.

## Historie
Nejstarší známá zmínka o rodu Nepenthes pochází z roku 1658, kdy Etienne de Flacourt, francouzský guvernér na Madagaskaru, uveřejnil popis láčkovky v jeho studii Histoire de la Grande Isle de Madagascar. Pojmenoval ji Amramatico. Více než o století později byla pak formálně pojmenována Nepenthes madagascariensis. Rodové jméno Nepenthes bylo oficiálně zavedeno v roce 1753 v Linného díle Species Plantarum – O rostlinných druzích. Z dalších botaniků a pozorovatelů lze uvést např. S. Fafflese, C. Reinwardta, H. Lowa, H. Veitche, J. Hookera, F. Burbidge či Marianne Northovou. Za zmínku stojí taktéž monografie M. Macfarlana a B. Dansera. Publikace The Nepenthaceae of the Netherlands Indies z roku 1928, jejímž autorem byl vědec Benedictus Hubertus Danser, je považována za první klíčovou monografii zabývající se systematikou láčkovek.

## Popis
Láčkovky mají slabý kořenový systém a obvykle poléhavý či popínavý stonek, často i několik metrů dlouhý. Ze středního žebra listu na jeho špičce vystupuje úponek, na jehož konci pak vzniká láčka. Úponek také často slouží k přichycení k opoře (např. větvi stromu). Láčka vzniká jako nepatrný, často chloupky pokrytý zárodek, ze kterého se postupně vyvíjí.
Láčka obsahuje tekutinu, skládající se z viskoelastických biopolymerů a proteolytických enzymů, které rozpouštějí lapenou kořist. Tuto tekutinu si láčkovka vyrábí, a dokáže také upravovat její koncentraci dle určitých podmínek (po dešti vstřebat přebytečnou vodu apod.).

Základní struktura láčky

Stavba láčky je velice pozoruhodná. Na obrázku vlevo můžete vidět jednotlivé části. Odshora dolů: nitkovitý přívěsek, víčko, žlaznatý vrcholek, osten, obústí, žebra, křidélka, úponek, část láčky s tekutinou.
Uvnitř láčky se nacházejí žlázy, vstřebávající rozkládanou potravu. Nad hladinou je hladká vosková vrstva, která kořisti znemožňuje únik z pasti. Vstup do láčky lemuje hladké obústí, často pestrobarevné a zdobené žebry. Nad obústím se nachází víčko, chránící láčku před deštěm. Na spodní straně víčka se mohou vyskytovat nektarové žlázy, lákající kořist.
Láčkovky obvykle tvoří dva druhy pastí. Ve spodní části rostliny se tvoří mohutné nízké láčky, často ležící na zemi. Výše se nacházející pasti jsou menší, jinak zbarvené a mají jiné prvky a tvary (např. křidélka jsou redukována jen na méně výrazná žebra, obústí je jiného tvaru apod.). Na úponce se také může vytvářet klička, která se omotává kolem opory. Díky této variabilitě je mnohdy obtížné láčkovku přesně určit a někdy to dokáže pouze botanik, který se láčkovkami dlouhá léta zabývá.
Kořistí bývá většinou hmyz, ale větší druhy jako třeba N. rajah či N. rafflesiana mohou „ulovit“ i drobné obratlovce jako třeba krysy či ještěrky.

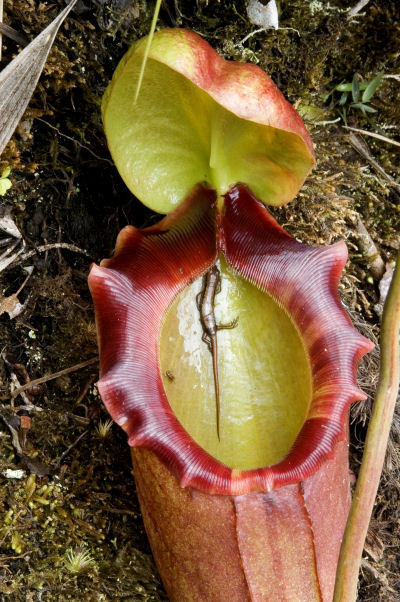
Utopená ještěrka v láčce N. rajah

Někteří živočichové jako třeba komárovití však mohou v láčkách přežívat a do tekutiny dokonce klást vajíčka. Larvy pak jsou dobře chráněny před predátory.
Květenstvím láčkovek je nejčastěji hrozen, méně často pak lata. Samčí a samičí květy se vyskytují zvlášť, jedná se o dvoudomé rostliny. Plodem je tobolka, obsahující 50 – 500 semínek, šířících se vzduchem (anemochorie).

## Rozšíření astanoviště

Rozšíření rodu Nepenthes

Největší zastoupení rodu Nepenthes je na Malajském souostroví, největší druhová rozmanitost pak na Borneu a Sumatře. Dále se vyskytují na Madagaskaru (N. madagascariensis a N. masoalensis), na Seychelách (N. pervillei), na Srí Lance (N. distillatoria), v Indii (N. khasiana), v Austrálii (N. mirabilis, N. rowanae, a N. tenax) a Nové Kaledonii (N. vieillardii). Mnoho druhů je vázáno na velmi malé území, jsou známy i druhy vyskytující se na jednotlivých horách. Díky obtížné přístupnosti se stává, že některé druhy jsou znovuobjeveny třeba až sto let po jejich objevení (N. deaniana). Přibližně deset druhů se vyskytuje na větším území než jen jeden ostrov nebo malé souostroví. N. mirabilis je nejvíce rozšířeným druhem rodu, vyskytuje se od Indočíny přes Malajské souostroví až po Austrálii.
Láčkovky se rozdělují na dvě skupiny, nížinné (lowland) a vysokohorské (highland). Přidává se ještě skupina druhů středních poloh (intermediate), které se vyskytují na rozhraní těchto výšek. Druhy rostoucí v nižších polohách vyžadují vyšší teploty s malými rozdíly mezi dnem a nocí. Rostliny rostoucí ve vyšších polohách naopak vyžadují vyšší teploty ve dne a nižší teploty v noci. Některé láčkovky krátkodobě snášejí i teploty blížící se 0 °C. Většina druhů také vyžaduje mnoho světla. Rostou většinou v lehké, kyselé a na živiny chudé půdě, některé i jako epifyty.

## Pěstování
Láčkovky je nejlépe pěstovat ve skleníku nebo ve vitríně. Méně náročné druhy láčkovek jsou N. alata, N. ventricosa, N. khasiana, a N. sanguinea. Tyto jsou horské druhy (N. alata se vyskytuje jako nížinná i vysokohorská forma). Méně náročné nížinné druhy jsou N. rafflesiana, N. bicalcarata, N. mirabilis, a N. hirsuta. Důležitý je dostatek světla a vysoká vzdušná vlhkost. Pokud je vzduch suchý, nedochází k tvorbě láček. Voda na zalévání by měla být dešťová nebo alespoň měkká, bez velkého množství minerálů. Raději nehnojit, nebo jen několikrát za rok a to velice slabými dávkami, třeba jednou patnáctinou doporučeného dávkování hnojiva. Některé odolnější druhy snesou i venkovní letnění na světlém místě, ale ne na plném slunci.
Substrát se dá dnes již koupit, ale je možné namíchat si i vlastní. Existuje mnoho návodů a poměrů. Nejlépe je smíchat drcenou borovou kůru, perlit, dřevěné uhlí, stříhaný molitan nebo drcený polystyren, rašeliník nebo vláknitou rašelinu.

## Zástupci

### Sumatra
- Nepenthes adnata
- Nepenthes albomarginata
- Nepenthes ampullaria
- Nepenthes angasanensis
- Nepenthes aristolochioides
- Nepenthes beccariana
- Nepenthes bongso
- Nepenthes carunculata
- Nepenthes densiflora
- Nepenthes diatas
- Nepenthes dubia
- Nepenthes eustachya
- Nepenthes gracilis
- Nepenthes inermis
- Nepenthes izumiae
- Nepenthes jacquelineae
- Nepenthes junghuhnii
- Nepenthes lavicola
- Nepenthes longifolia
- Nepenthes mikei
- Nepenthes mirabilis
- Nepenthes ovata
- Nepenthes pectinata
- Nepenthes rafflesiana
- Nepenthes reinwardtiana
- Nepenthes rhombicaulis
- Nepenthes rigidifolia
- Nepenthes singalana
- Nepenthes spathulata
- Nepenthes spectabilis
- Nepenthes sumatrana
- Nepenthes talangensis
- Nepenthes tenuis
- Nepenthes tobaica
- Nepenthes xiphioides

### Borneo
- Nepenthes albomarginata
- Nepenthes ampullaria
- Nepenthes bicalcarata
- Nepenthes boschiana
- Nepenthes burbidgeae
- Nepenthes campanulata
- Nepenthes clipeata
- Nepenthes edwardsiana
- Nepenthes ephippiata
- Nepenthes faizaliana
- Nepenthes fusca
- Nepenthes glandulifera
- Nepenthes gracilis
- Nepenthes hirsuta
- Nepenthes hispida
- Nepenthes hurrelliana
- Nepenthes lowii
- Nepenthes macrophylla
- Nepenthes macrovulgaris
- Nepenthes mapuluensis
- Nepenthes mirabilis
- Nepenthes mollis
- Nepenthes muluensis
- Nepenthes murudensis
- Nepenthes northiana
- Nepenthes pilosa
- Nepenthes platychila
- Nepenthes pudica
- Nepenthes rafflesiana
- Nepenthes rajah
- Nepenthes reinwardtiana
- Nepenthes stenophylla
- Nepenthes tentaculata
- Nepenthes veitchii
- Nepenthes villosa
- Nepenthes vogelii

### Filipíny
- Nepenthes attenboroughii
- Nepenthes alata
- Nepenthes argentii
- Nepenthes bellii
- Nepenthes burkei
- Nepenthes copelandii
- Nepenthes deaniana
- Nepenthes merrilliana
- Nepenthes mindanaoensis
- Nepenthes mira
- Nepenthes mirabilis
- Nepenthes petiolata
- Nepenthes philippinensis
- Nepenthes saranganiensis
- Nepenthes sibuyanensis
- Nepenthes truncata
- Nepenthes ventricosa

### Nová Guinea
- Nepenthes ampullaria
- Nepenthes insignis
- Nepenthes klossii
- Nepenthes lamii
- Nepenthes maxima
- Nepenthes mirabilis
- Nepenthes neoguineensis
- Nepenthes paniculata
- Nepenthes papuana
- Nepenthes treubiana

### Poloostrovní Malajsie
- Nepenthes albomarginata
- Nepenthes ampullaria
- Nepenthes benstonei
- Nepenthes gracilis
- Nepenthes gracillima
- Nepenthes macfarlanei
- Nepenthes mirabilis
- Nepenthes rafflesiana
- Nepenthes ramispina
- Nepenthes sanguinea

### Sulawesi
- Nepenthes eymae
- Nepenthes glabrata
- Nepenthes gracilis
- Nepenthes hamata
- Nepenthes maxima
- Nepenthes mirabilis
- Nepenthes tentaculata
- Nepenthes tomoriana

### Thajsko
- Nepenthes anamensis
- Nepenthes ampullaria
- Nepenthes globosa
- Nepenthes gracilis
- Nepenthes mirabilis
- Nepenthes sanguinea
- Nepenthes smilesii
- Nepenthes thorelii?

### Kambodža
- Nepenthes anamensis
- Nepenthes mirabilis
- Nepenthes smilesii
- Nepenthes thorelii

### Jáva
- Nepenthes adrianii
- Nepenthes gymnamphora
- Nepenthes mirabilis

### Singapur
- Nepenthes ampullaria
- Nepenthes gracilis
- Nepenthes rafflesiana

### Vietnam
- Nepenthes anamensis
- Nepenthes mirabilis
- Nepenthes thorelii

### Madagaskar
- Nepenthes madagascariensis
- Nepenthes masoalensis

### Austrálie
- Nepenthes mirabilis
- Nepenthes rowanae

### Laos
- Nepenthes anamensis?
- Nepenthes mirabilis

### Moluky
- Nepenthes maxima
- Nepenthes mirabilis

### Barma
- Nepenthes mirabilis
- Nepenthes smilesii

### Indie
- Nepenthes khasiana

### Nová Kaledonie
- Nepenthes vieillardii

### Seychelské ostrovy
- Nepenthes pervillei

### Srí Lanka
- Nepenthes distillatoria

### Waigeo
- Nepenthes danseri

### Čína
- Nepenthes mirabilis

### Hongkong
- Nepenthes mirabilis

### Macau
- Nepenthes mirabilis

### Mikronésie
- Nepenthes mirabilis

### Palau
- Nepenthes mirabilis